# Zosterops inornatus
Zosterops inornatus (Неукрашенная белоглазка) — вид воробьиных птиц из семейства белоглазковых (Zosteropidae). Подвидов не выделяют.

## Распространение
Эндемики Новой Каледонии. Обитают на острове Лифу. Живут в лесах. Не мигрируют.

## Описание
Длина тела 15 см. Вес самцов 22.9-25.8 г, самок 20-23.8 г. Пухлые и довольно крупные (для своего рода) птицы, чьи движения неторопливы. Верхняя сторона тела оливково-зелёная с примесью серого и коричневатого. Горло и грудь птицы светло-зеленые, нижняя часть груди бледно-сероватая, бока охристые, центральная часть брюшка беловатая или очень бледно-желтая, подхвостье светло-желтое, ноги желтовато-телесные.
Отличается от Zosterops lateralis главным образом редуцированным белым оперением вокруг глаз, зеленовато-желтым цветом грудки, а также окраской клюва и ног.
Самцы и самки схожи. Неполовозрелые особи не описаны.

## Биология
В содержимом желудков находили различные фрукты и ягоды, семена пальм, а иногда также насекомых и моллюсков. Сезон размножения с ноября по январь. В кладке два яйца.

## Охранный статус
МСОП присвоил виду охранный статус LC.